# معین‌الدین تبریزی
حاجی محمد معین‌الدین تبریزی از خوشنویسان سدهٔ هشتم هجری است. او شاگرد بنددوز تبریزی بوده‌است. برخی کتیبه‌های بناهای تبریز در سدهٔ هشتم را به‌خط او دانسته‌اند.